# Ezaart
Ezaart is een van de twaalf gehuchten van Mol, België en telt 3258 inwoners (op 31 december 2010). De Hessie is het deel van Ezaart dat aan Geel grenst.

## Toponymie
De naam Ezaart, vroeger geschreven als Esaert, bestaat uit twee delen. Het eerste deel betekent hees, heester, struikgewas. Het tweede deel staat voor aard en betekent zoveel als gemeenschappelijk gebruikte grond. Samengevoegd betekent Ezaart dus een plaats met kreupelhout.

## Ezelstaart

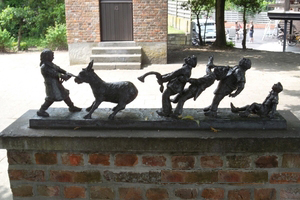
Het beeldhouwwerk "Ezelstaart", een verwijzing naar een mogelijke herkomst van de naam Ezaart.

Een ander verhaal over de herkomst van Ezaart gaat over een boer en zijn koppige ezel. Om het dier toch te kunnen voortbewegen, trok men zo hard aan zijn staart, dat deze werd afgerukt. De letters "ez" staan voor ezel, en "aart" voor staart. Ter hoogte van het kapelletje "Onze Lieve Vrouw in Nood" staat hiervan een beeldhouwwerk omdat het incident zich daar zou hebben voorgedaan.

## Bezienswaardigheden
- De Ezaartmolen, een grondzeiler uit 1856. De molen is een eeuw bedrijvig geweest totdat een storm ze in 1957 heeft vernield. De molen werd in 1960 beschermd en in 1984 gerestaureerd zodat ze als enige molen in Mol opnieuw actief maalvaardig is.
- Het oude kapelletje van Onze Lieve Vrouw in Nood langs de baan naar Geel. Een voorganger van dit kapelletje dateert uit 1511. Mede beschermd door de lindebomen eromheen werd het kapelletje vroeger door passerende reizigers gebruikt als schuilplaats. In 1971 werd dit kapelletje vernield door een aanrijding en in 1975 heropgebouwd met de oorspronkelijke materialen. De eikenhouten piëta in de kapel is een replica van het origineel dat zich in het Torenmuseum te Mol-Centrum bevindt.
- De Sint-Willibrorduskapel is al zeer oud. Reeds in 1494 werd een beneficie ter ere van Willibrordus gesticht, maar de oorsprong van de kapel is al ouder. In 1696 werd de kapel vergroot tot de huidige omvang: een zaalkerkje van 15 meter lang en 7 meter breed. De kapel ligt op een heuvel, die mede is gevormd doordat het duin in de omgeving werd afgegraven. In 1798 werd de kapel door de Fransen gesloten. Later deed ze dienst als verblijf voor douanebeambten en als klaslokaal. In 1926 werd de kapel overgedragen aan de parochie van de Sint-Pieter en Pauwelkerk te Mol-Centrum. De kapel is beschermd sinds 1948 en werd in 1996 gerestaureerd. Ze wordt gebruikt voor culturele doeleinden.
- De Sint-Willibrorduskerk uit 1935 is een bakstenen basiliek met een hoog schip en zeer lage zijbeuken. De kerk bezit een aangebouwde vierkante westertoren.

## Cultuur en verenigingsleven
In 2007 was het gehucht de culturele ambassadeur van de gemeente Mol in opvolging van het gehucht Millegem.
In december 2014 waren in Ezaart 18 verenigingen actief.

## Afbeeldingen

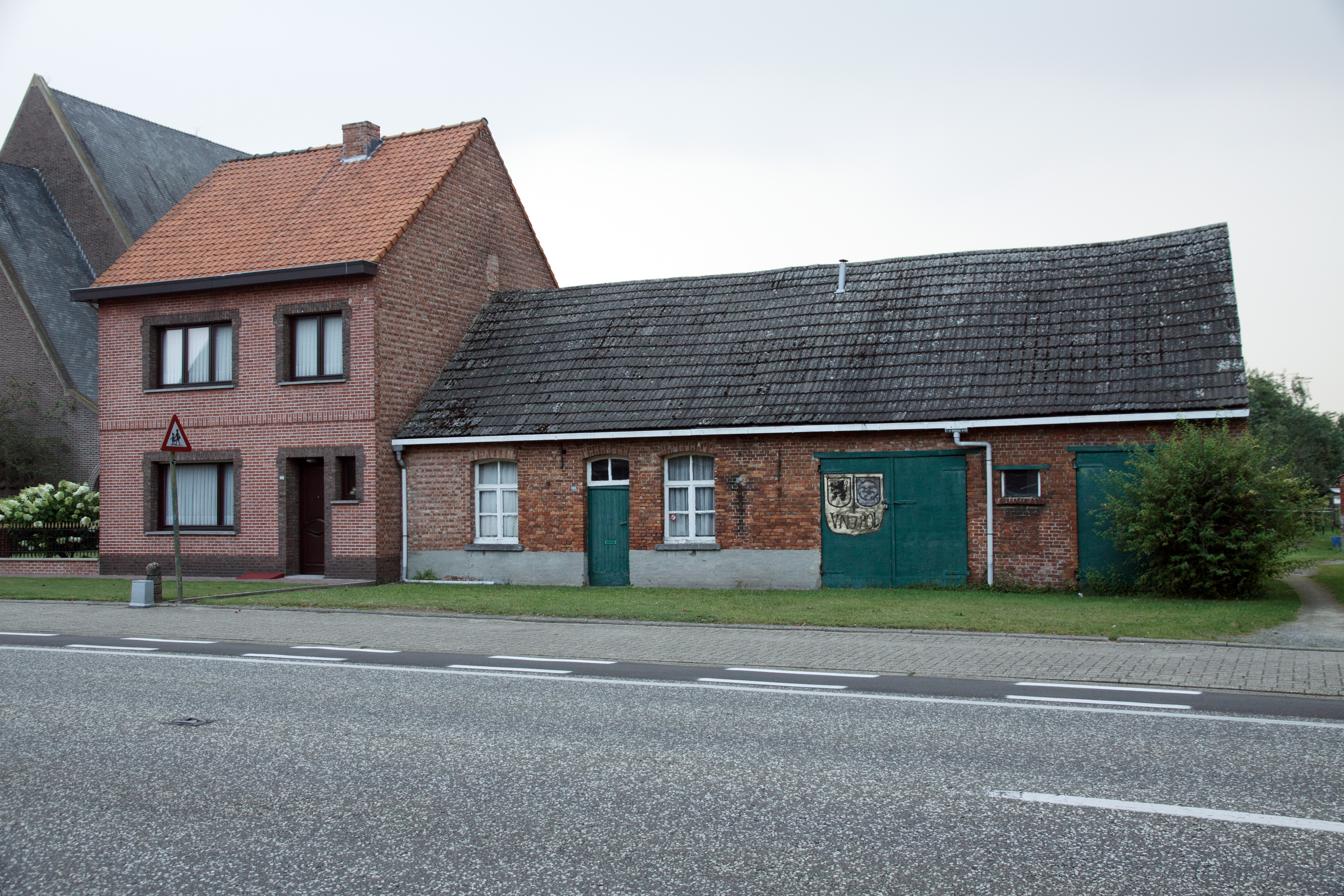
Langgestrekte hoeve
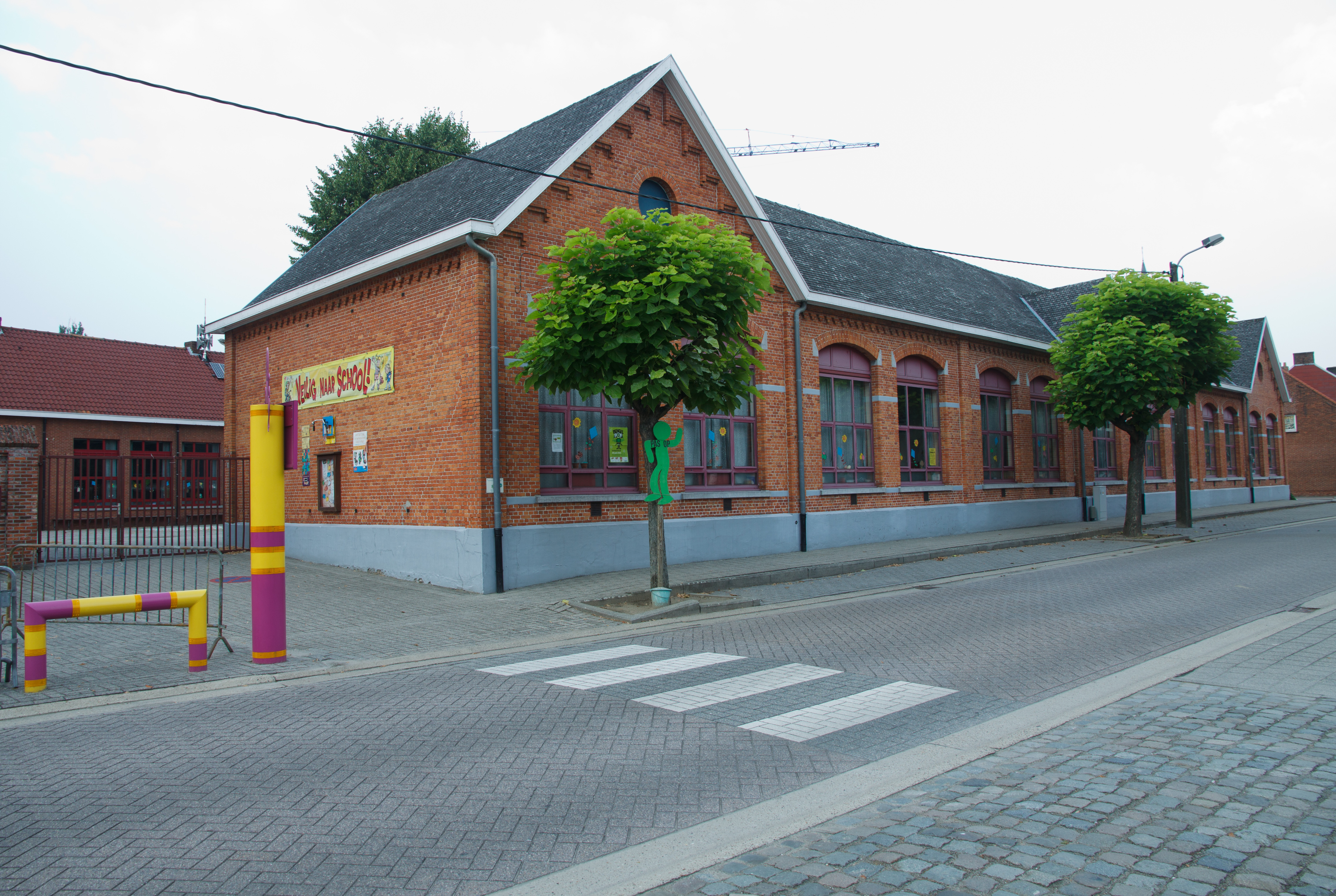
Gemeenteschool
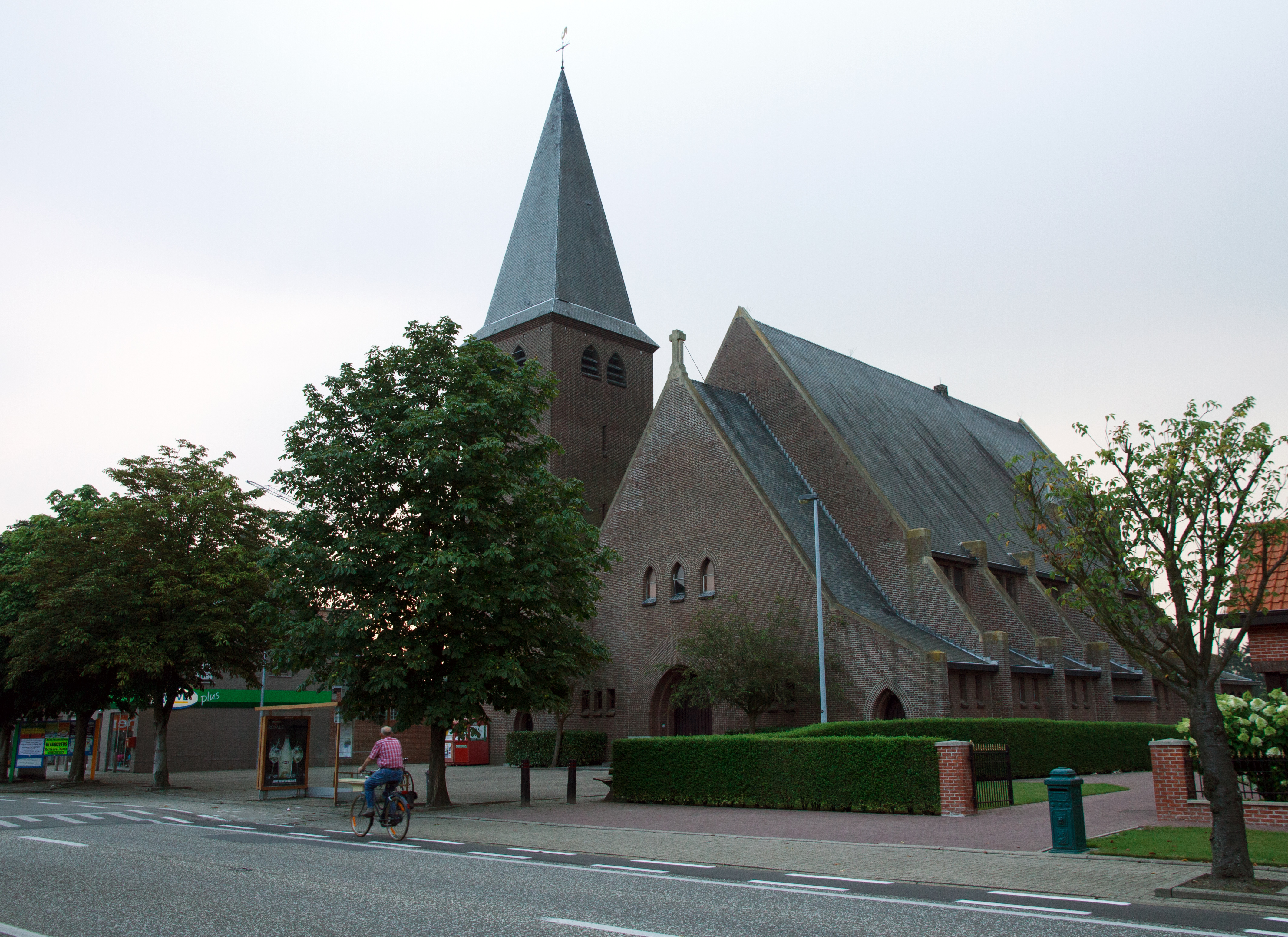
Sint-Willibrorduskerk

## Nabijgelegen kernen
Mol-Centrum, Millegem, Heidehuizen